# Pirates de Seton Hall
Pirates de Seton Hall (en anglais : Seton Hall Pirates) est un club omnisports universitaire de l'Université Seton Hall à South Orange (New Jersey). Les équipes des Pirates participent aux compétitions universitaires organisées par la National Collegiate Athletic Association et évolue dans la Big East Conference. Les Pirates sont mieux connus pour leur équipe de basket-ball. Ils n'ont notamment pas d'équipe de football américain.